# Fabula rasa
Fabula rasa – szkic literacki Edwarda Stachury, napisany w dwóch  częściach – Fabula rasa (rzecz o egoizmie) oraz Fabula rasa (apendyks); wydany w 1979 w Olsztynie przez wydawnictwo „Pojezierze” oraz na łamach miesięcznika „Twórczość”.
Fabula rasa zredagowana została w latach 1978–1979, podczas rozwoju choroby psychicznej poety, kiedy występowały u niego symptomy maniakalne. Stachura nalegał nawet (bezskutecznie), aby jego imię na okładce książki zostało zastąpione zwrotem CZŁOWIEK–NIKT. Notatki do książki autor pisał od 1966. Dzieło to powstało przed tragicznym wypadkiem, który był wynikiem pierwszej próby samobójczej, gdy Stachura stracił cztery palce prawej ręki.
Analiza utworu wskazuje na występowanie u autora stanu manii. Narrator stawia się w pozycji nauczyciela z omniscjencją, który jest w stanie w patetyczny sposób odpowiadać nawet na najbardziej skomplikowane pytania (np. jak powstał świat?). Elementy te dają wrażenie urojenia wielkościowego. Odpowiedzi dawane przez narratora są pokrętne, zagmatwane i mają luźną konstrukcję logiczną, miejscami przypominają schizofazję, czyli tzw. sałatę słowną.
Fabula rasa jest dialogiem człowieka-Ja (egocentryka, jak wcześniejsi bohaterowie Stachury: Szerucki i Pradera) z człowiekiem-nikt, dla którego inspiracją są doświadczenia mistyczne mistyków chrześcijańskich i buddyjskich. Swojego człowieka-nikt autor stawia w jednym rzędzie z Buddą, Lao-tse i Jezusem.
W treści dzieła pojawiają się nawiązania do słów i poczynań Jezusa, którego, według Stachury, ludzie nie zrozumieli i przekręcili jego przekaz. Cytuje m.in. w tym kontekście Ewangelię Tomasza (logion 7):

… dwa tysiące lat temu jeden z ludzi-nikt przemierzał krainy i mówił ludziom-Ja, co będąc uważnym i prawym w sobie odkrył i zrozumiał; wydostał się z piekła i do piekła, dla ludzi, wrócił. Mówił na przykład: błogosławiony jest lew, którego spożywa człowiek, jako że lew stanie się człowiekiem; i przeklęty jest człowiek, którego lew pożera, jako że człowiek stanie się lwem. Podstawcie pod lwa to, co nazywa się Ja, Ego, SuperEgo, AlterEgo lub jeszcze inaczej.

Źródła inspiracji i powinowactwo duchowe Stachura potwierdził w swoich ostatnich słowach, napisanych przed popełnieniem samobójstwa 24 lipca 1979:
bo kto śpi nikomu krzywdy nie czyni

 bo rozumiem nie-bycie i nie-czynienie

 bo kocham braci moich: Lao-tse, Buddę i Jezusa

 i kocham wszystkich ludzi i nie potępiam za [tekst nieczytelny]

 Bo w szpitalu